# Lophoturus jianshuiensis
Lophoturus jianshuiensis är en mångfotingart som beskrevs av S. Ishii och Yin 2000. Lophoturus jianshuiensis ingår i släktet Lophoturus och familjen Lophoproctidae. Inga underarter finns listade i Catalogue of Life.